# 101 TCN
Năm 101 TCN là một năm trong lịch Julius. 

## Mất
- Lưu Tế Quân (劉細君; một công chúa thời nhà Hán; 130—101 TCN)